# Ravinia quadrivittata
Ravinia quadrivittata är en tvåvingeart som först beskrevs av Macquart 1843.  Ravinia quadrivittata ingår i släktet Ravinia och familjen köttflugor. Inga underarter finns listade i Catalogue of Life.